# Maddaloni Superiore
Maddaloni Superiore (włoski: Stazione di Maddaloni Superiore) – stacja kolejowa w Maddaloni, w prowincji Caserta, w regionie Kampania, we Włoszech. Położona jest na linii Caserta – Foggia.
Obsługuje Maddaloni i nie powinna być mylona ze stacją na Maddaloni Inferiore, na linii Rzym-Cassino-Neapol.
Według klasyfikacji RFI posiada kategorię srebrną.

## Linie kolejowe
- Caserta – Foggia